# HC Visé BM
Handball Club Visé Basse-Meuse, afgekort HC Visé BM, is een Belgische handbalvereniging uit Wezet (Visé). Visé was de eerste Waalse handbalvereniging die uitkomt in de BENE-League.   

## Geschiedenis
De vereniging werd in 1954 opgericht onder de naam Amicale Visé. In 1988 veranderde Amicale Visé zijn verenigingsnaam in Handball Club Visé Basse-Meuse.
In de jaren negentig speelde Visé in D1 LFH maar al snel promoveerde Visé naar derde nationale. De club beleefde een succesvol seizoen, aangezien het slechts één jaar duurde voordat Visé promoveerde naar tweede nationale. In het seizoen 2001/02 speelde Visé in de eerste nationale. Visé speelde tot het seizoen 2005/06 in de eerste nationale. 
Visé promoveerde in 2007/08 terug naar eerste nationale om twee seizoenen later terug te degraderen naar tweede. In 2011 behaalde Visé terug de titel in tweede nationale en de promotie naar eerste. Tot 2014 slaagde Visé er in drie keer zesde te eindigen en zelfs de finale van de nationale bekerfinale te bereiken. Die wedstrijd werd verloren met 32-27 van Initia Hasselt. Maar omdat die club ook landskampioen werd, kon Visé zich plaatsen voor de EHF Challenge Cup.
In 2016/17 plaatste Visé zich als eerste Franstalige LFH-team voor de BENE-League. In 2019 bereikte Visé de Final Four en behaalde de tweede plaats.
In 2021/22 behaalde Visé voor de eerste maal het landskampioenschap.

## Resultaten
| 2 3N |

| ? 2N |

| 9 1N |

| 8 1N |

| 6 1N |

| 6 1N |

| 10 1N |

| 1 2N |

| 1 2N |

| 9 1N |

| 10 1N |

| ? 2N |

| 1 2N |

| 6 1N |

| 6 1N |

| 6 1N |

| 5 1N |

| 5 1N |

| 4 1N |

| 4 1N |

| 2 1N |

| - 1N |

| - 1N |

| 1 1N |

| Eerste nationale | Tweede nationale | Derde nationale |

## Europees handbal
| jaar    | League            | Ronde                | Thuisteam            | Stand 1 | Totaal  | Stand 2 | Uitteam                 |
| ------- | ----------------- | -------------------- | -------------------- | ------- | ------- | ------- | ----------------------- |
| 2014/15 | EHF Challenge Cup | Ronde 3              | Ruislip Eagles       | 22 - 42 | 37 - 81 | 15 - 39 | HC Visé BM              |
| 2014/15 | EHF Challenge Cup | Laatste 16           | HC Visé BM           | 30 - 32 | 56 - 67 | 26 - 35 | KS Azoty-Pulawy         |
| 2015/16 | EHF Challenge Cup | Ronde 2              | HK "Lokomotiv" Varna | 28 - 36 | 48 - 71 | 20 - 35 | HC Visé BM              |
| 2015/16 | EHF Challenge Cup | Ronde 3              | HC Visé BM           | 28 - 22 | 53 - 51 | 25 - 29 | RK Metaloplastika Sabac |
| 2015/16 | EHF Challenge Cup | Laatste 16           | HC Dukla Praha       | 38 - 27 | 68 - 60 | 30 - 33 | HC Visé BM              |
| 2016/17 | EHF Challenge Cup | Ronde 3              | HC Sloga Pozega      | 26 - 21 | 50 - 47 | 24 -26  | HC Visé BM              |
| 2017/18 | EHF Challenge Cup | Ronde 3              | HC Visé BM           | 38 - 31 | 79 - 63 | 41 - 32 | PGU Kartina TV Tiraspol |
| 2017/18 | EHF Challenge Cup | Laatste 16           | AHC Potaissa Turda   | 44 - 24 | 68 - 73 | 24 - 29 | HC Visé BM              |
| 2018/19 | EHF Challenge Cup | Ronde 3              | HC Visé BM           | 33 - 21 | 71 - 47 | 38 - 26 | KH Kastrioti            |
| 2018/19 | EHF Challenge Cup | Laatste 16           | HC Masheka           | 32 - 31 | 66 - 67 | 34 - 36 | HC Visé BM              |
| 2018/19 | EHF Challenge Cup | Kwartfinale          | HC Visé BM           | 26 - 33 | 45 - 74 | 19 - 41 | HC Neva SPb             |
| 2019/20 | EHF Cup           | Kwalificatie ronde 3 | HC Visé BM           | 27 - 27 | 48 - 56 | 21 - 29 | FH Hafnarfjörður        |

(Bron: eurohandball.com)

## Erelijst
| Nationaal                         |    |                                    |  |
| Landskampioenschap                | 1x | 2021/22                            |  |
| Tweede nationale                  | 4x | 2000/01, 2006/07, 2010/11, 2011/12 |  |
| D1 LFH                            | 1x | 2011/12                            |  |
| Regionale kampioenschappen - Luik | 1x | 1996/97                            |  |
| Beker van België (herenhandbal)   | 1x | 2023/24                            |  |

## Bekende (ex-)spelers
- Christophe Bourlet
- Pierre Brixhe
- Sébastien Danesi
- Max Fortemps
- Florian Glesner
- Bartosz Kedziora
- Rudi Schenk